# شتاویتسا
شتاویتسا (به صربی: Štavica) یک روستا در صربستان است که در Ljig واقع شده‌است.